# Parque nacional Tooloom
Tooloom es un parque nacional en Nueva Gales del Sur (Australia), 616 km al norte de Sídney. El nombre Tooloom se deriva de un vocablo aborigen australiano.

## Datos
- Area: 43.80 km²;
- Coordenadas: 28°26′47″S 152°27′13″E / -28.44639, 152.45361
- Fecha de Creación: 1995
- Administración: Servicio Para la Vida Salvaje y los Parques Nacionales de Nueva Gales del Sur
- Categoría IUCN: II

## Galería

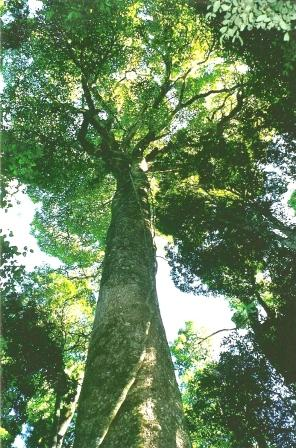
Gigante haya Blanca - Bosque en Tooloom
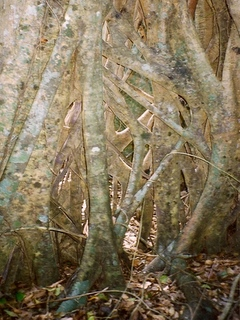
Base hueca de una higuera estranguladora, Bosque de Tooloom
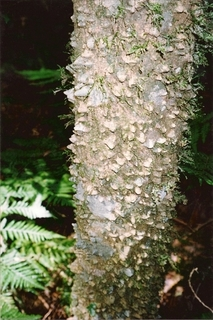
Zanthoxylum brachyacanthum en el bosque de Tooloom